# Hacia el reino de los Sciris
Hacia el reino de los Sciris es una novela corta e inconclusa, de tema incaico y de estilo modernista, escrita por el poeta peruano César Vallejo entre 1924 y 1928. Fue publicada de manera completa años después de la muerte de su autor.

## Publicación
El manuscrito de esta obra aparece fechado entre 1924 y 1928. Entre julio y agosto de 1927, Vallejo le confesó a Pablo Abril de Vivero su propósito de editarla en francés, con auspicio del gobierno peruano. Pero ello nunca se concretó  y la novela quedó inconclusa. Al parecer, el interés de Vallejo por componer esta obra era económico. Parte del material lo usó luego para componer su tragedia La piedra cansada.
Georgette Vallejo, la viuda del escritor, conservó en su poder los originales de la obra. Finalmente, la revista limeña Nuestro Tiempo la publicó en tres entregas, en números correspondientes a enero, marzo y mayo de 1944. Aunque se ha descubierto que en 1931 el autor publicó pasajes o avances de dicha novela en La Voz de Madrid.
Fue después incluida en la recopilación narrativa titulada César Vallejo. Novelas y cuentos completos (Lima, 1967, Francisco Moncloa Editores), edición que fue supervisada por Georgette Vallejo.

## Argumento
Más que novela, es un proyecto de novela, que el autor no llegó a culminar. Está ambientada en el reinado de Túpac Yupanqui, quien aparece ampliando las fronteras del imperio incaico y consolidando su grandeza (hecho histórico ocurrido a fines del siglo XV). El título alude al reino legendario de los Sciris, ubicado en el actual Ecuador (Reino de Quito), objetivo muy ansiado por los conquistadores incas. 
La novela consta de 8 capítulos:
1. El otro imperialismo
2. El adivino
3. La paz de Túpac Yupanqui
4. Un accidente de trabajo
5. Bizancio, longitud occidental
6. En la Intipampa
7. La cólera divina
8. La guerra vertical

### El otro imperialismo
El Inca Túpac Yupanqui recibe en el Cuzco a su hijo Huayna Cápac, quien retornaba con las tropas imperiales después de someter a muchas naciones norteñas, aunque con la desazón de no haber podido continuar más al norte, hacia el reino de los Sciris, actual territorio ecuatoriano.

### El adivino
Ante el costo tremendo que significan las campañas militares, Túpac Yupanqui decide suspender las guerras de conquista y dedicarse a las labores de paz. Muchos nobles no están conformes pues creen que ello provocará la ira de los dioses, quienes habían impuesto a la casta inca como mandato la conquista de naciones. Un adivino, Ticu, aparece por el palacio del inca y vaticina la caída del imperio a manos de gente extranjera y de extraño aspecto. El adivino es expulsado violentamente.

### La paz de Túpac Yupanqui
Túpac Yupanqui persiste sin embargo en mantener la paz. Disuelve los ejércitos, y dedica a los hombres a las tareas cotidianas del cultivo, ganadería y pesca, así como en la construcción de grandes obras públicas a lo largo del imperio, como caminos, templos y fortalezas.

### Un accidente de trabajo
El Inca se pasea cerca de la fortaleza de Sacsayhuamán, contemplando las labores de traslado y acomodamiento de la famosa «piedra cansada» sobre la segunda torre de la fortaleza. De pronto sobreviene un accidente: la enorme piedra cae desde lo alto, provocando la muerte de muchos obreros.

### Bizancio, longitud occidental
Aparece Runko Caska, joven músico y pariente del Inca, triste, pues la ñusta Kusikayar, a quien amaba, no se ha presentado en la fiesta del huaraco (huarachico). De linaje desconocido, Kusikayar solía participar en las danzas sagradas, y los adivinos del Imperio averiguaban el futuro al escrutar los movimientos de su cuerpo, tal como había ocurrido durante la última festividad de la Situa o Citua.

### En la Intipampa
Otro día se celebraba en la Intipampa o campo del Sol, una de las últimas ceremonias del huaraco o huarachico, que marcaba el inicio de la virilidad en los jóvenes de la nobleza. Al final, el mismo Inca arma de caballeros a los muchachos, a quienes hace calzar las ojotas de lana y ceñir la huara o pañete, en señal de virilidad. En medio del entusiasmo de la multitud, la jarra de la chicha consagrada (que portaba una de las doncellas participantes del ritual) se hace trizas. Otro signo de mal presagio.

### La cólera divina
Runku Caska, preocupado por el vaticinio del adivino Ticu, visita al Inca y le dice que la ira de los dioses se debía a que había abandonado las guerras de conquista. Días después, el Inca le llama y le hace saber que reanudará las conquistas.

### La guerra vertical
Los sacerdotes realizan el holocausto de llamas para averiguar la suerte de Imperio. El examen de las entrañas de las llamas solo traen respuestas inciertas, hasta que, uno de los animales, ya herido, se levanta y escapa a toda carrera, ante el terror de todos los presentes. El Villac Umo o Sumo Sacerdote lo considera un claro aviso de desgracia. Entonces el Inca Túpac Yupanqui se yergue y promete aplacar la cólera divina reanudando las conquistas imperiales. Poco después, el príncipe Huayna Cápac partía del Cuzco con un nutrido ejército, rumbo el norte, a la conquista del reino de Quito. Así finaliza la novela.

## Crítica
Esta obra se acerca al modelo de novela histórica que pusiera en boga el posmodernismo, etapa final del modernismo (uno de cuyos cultivadores fue el escritor peruano Abraham Valdelomar, con su libro de cuentos Los hijos del Sol). En efecto, se denota claramente un despliegue de narrativa al estilo modernista.
Hay que tener en cuenta que la anterior obra narrativa de Vallejo, Escalas melografiadas (1923), se acercaba más al vanguardismo, lo que prueba que el autor se hallaba abierto a ensayar las diversas opciones narrativas que su época le brindaba. Lo que quedará más patente con sus siguientes creaciones narrativas, El tungsteno y Paco Yunque, relatos realistas y de inspiración social.
El autor se inspira en documentos históricos tanto antiguos como modernos sobre la historia y la vida de los incas. Es notoria, por ejemplo, la influencia de varios pasajes de los Comentarios Reales de los Incas del Inca Garcilaso de la Vega. Aunque la intención del escritor no se reduce en lo simplemente folklórico, ni menos pretende hacer una novela con estricta fidelidad histórica y ambiental, sino que, al igual que otros escritos suyos de fines de los años 1920 y comienzos de los años 1930, esta obra contiene fundamentalmente un mensaje político-social.